# Veritas (magasin)
Pour les articles homonymes, voir Veritas.
Veritas est un détaillant belge qui vend des articles de textiles de mode. 
En 2018, la chaîne dispose de 131 magasins à travers la Belgique, la France, le Luxembourg et l'Allemagne. Le siège social est situé à Kontich. L'entreprise dispose d'approximativement 900 employés[Quand ?].

## Histoire[1]

### 1892-1929: lancement de la chaine
En 1892, Jean-Baptiste Leestmans reprend un magasin dans la Kleine Beerstraat à Anvers et crée un grossiste en couture et en tricot appelé « In den Jood »,
En 1898, l’affaire familiale est reprise par le fils de Jean-Baptiste, Felix Leestmans, âgé de 18 ans. Il s’ensuit une croissance régulière et en 1906 un second magasin ouvre ses portes à Zurenborg dans un quartier anversois. Aux alentours de l’année 1913 Veritas a ouvert cinq magasins, tous tenus par les enfants de Jean-Baptiste Leestmans. Peu de temps après le début de la première guerre mondiale, en 1914, la famille Leestmans a fui vers les Pays-Bas pour une courte période, mais est revenue après avoir appris que les magasins en Belgique avaient été pillés. En 1919, Felix se rend aux États-Unis par bateau afin de trouver l’inspiration. L’entreprise a réussi à toucher les Américains et en 1924, Veritas a ouvert neuf nouveaux magasins. Le nom « Veritas » (du latin : « vérité ») a été lancé en 1922. 

### 1930-1959: expansion
Sous la direction de Henri de Jong, la chaîne s’agrandit encore dans les années 1930 et a joué un rôle de pionnier. Veritas est le premier magasin en Belgique[réf. nécessaire] à offrir une combinaison d’accessoires de couture, d’accessoires de mode et de couvre-jambes. À partir des années 1940, Veritas va, en coopération avec l’usine de bouton Galunica, créer et mettre sur le marché ses propres boutons. 

### 1960-1979: positionnement de la marque
Pendant l'âge d'or des années 1960, le consumérisme connait une forte croissance. Dès lors, en 1968, avec l'ouverture du premier centre commercial en Belgique, le shopping centre de Woluwe, Veritas ouvrira dans celui-ci un nouveau magasin. Sous la direction de Bob Leestmans, il a été décidé qu’un logo uniforme pour tous les magasins était nécessaire. À partir de 1979, chaque magasin fut orné d’un bouton jaune.

### 1980-2001: la société est en changement
Dans les années 1980, la transition de l'entreprise familiale à l'entreprise moderne se poursuit : les membres de la famille ont quitté l'entreprise et sont remplacés par des directeurs. Jusque-là, les nouvelles succursales devaient être entre les mains des familles Leestmans, Van Opstal ou des membres de la famille ou des confidents. En 1992, le siège  social est déplace de Berchem (Anvers) à Kontich. Veritas a, cependant, eu du mal avec la concurrence des chaînes de mode bon marché.

### 2002-2013: conversion à Verihold
En 2002, l'entreprise sous forme de coopérative a été transformée en une nouvelle d'entreprise commerciale : une structure de capital, sous la forme de Verihold. Les sept différents familles de Veritas sont devenues actionnaires et Marc Peeters est devenu l'administrateur délégué. Peeters a rejoint l'entreprice grâce à son mariage avec une fille d'une des familles Veritas : Annie Bouwen, directrice de cinq magasins,. Verigroup est devenue la société qui en couvre trois NV coordonnées: Verihold, la holding qui couvre elle-même Veriac (l'achat et la logistique) et Veritas (les magasins de détail).
En 2005, il a été fait le choix de renouveler le logo : le bouton jaune a été transformé en disque citron vert. C'est à ce moment-là que le slogan « Faites la différence » a été lancé.

### Depuis 2014: expansion aux pays étrangers
En 2014, Ine Verhaert reprend le rôle de CEO à la place de Marc Peeters. L'objectif d'une expansion commerciale supplémentaire ne pouvait être recherché qu'à l'étranger. Pour être en mesure de réaliser cela, de nouveaux capitaux étaient nécessaires. C'est pourquoi les familles ont vendu la majorité de leurs actions et le fonds d'investissement belgo-luxembourgeois Indufin a acheté 60 % de celles-ci,,. Les familles ont conservé 30 % des actions et les cadres supérieurs 10 %. En 2015, la chaîne a ouvert son premier magasin en Allemagne, suivie  en 2016 par la France. L'expansion a toutefois été plus difficile que prévu. Le chiffre d'affaires était de 113 millions d'euros en 2014  et est passé à 91,6 millions d'euros en 2016. La CEO Ine Verhaert a donc été licenciée en mai 2017. La reprise du poste a été faite par Ulrik Vercruysse.

## Magasins
En juillet 2018, Veritas avait 131 magasins, répartis comme suit :
- Belgique: 120 magasins
- Luxembourg: 6 magasins
- France: 3 magasins
- Allemagne: 2 magasins